# Arnholdt Kongsgård
Arnholdt Kongsgård (né le 23 novembre 1914 et décédé le 22 janvier 1991) est un ancien sauteur à ski norvégien.
Il fut un membre de l'excellente école de saut de Kongsberg qui comptait également Birger Ruud dans ses rangs. Âgé de seulement 19 ans, il entre dans la lumière en 1934 en se classant 4e sur le tremplin d'Holmenkollen. Sa 3e place au championnat national de 1936 lui assure un ticket pour les Jeux olympiques disputés la même année. Sur le mythique tremplin de Garmisch-Partenkirchen, il prend une honnête 8e place. Son heure de gloire arrive trois ans plus tard lorsqu'il obtient la médaille de bronze lors des Championnats du monde disputés à Zakopane. Il ajoutera à son palmarès trois médailles d'argent remportées lors des championnats de Norvège 1938, 1939 et 1946.
Outre sa carrière sportive, il occupait également la profession de ferblantier dans sa ville natale de Kongsberg. Il est à noter que son fils Knut Kongsård fut champion d'Europe junior de saut à ski en 1968 et que sa petite-fille Anne Molin Kongsård participa aux Jeux olympiques de 1998 en Halfpipe.

## Palmarès

### Jeux olympiques
| Épreuve / Édition | Garmisch-Partenkirchen 1936 |
| Petit Tremplin    | 8e                          |

### Championnats du monde
| Épreuve / Édition | Lahti 1938 | Zakopane 1939 |
| Petit Tremplin    | 6e         | Bronze        |